# Ole Schmidt (Komponist, 1963)
Ole Sebastian Schmidt (* 1963 in Mainz) ist ein deutscher Musiker und Komponist in den Bereichen Neue Improvisationsmusik, Neue Musik, Experimentelle Musik und Performance.
Nach Saxophon- und Klarinettenunterricht bei Alfred Harth und Christof Lauer in Frankfurt am Main studierte Ole Schmidt von 1986 bis 1991 „lichte muziek“ an der Amsterdamse Hogeschool for de Kunsten. 1993 gründete er gemeinsam mit Chris Weinheimer, Tom Lorenz, Robert Schleisiek und Carl Ludwig Hübsch die Gruppe „POST NO BILLS“, die sich mit Improvisation und indeterminierter Komposition beschäftigt (John Cage „Number Pieces“ „Variations“, Christian Wolff „Exercises“). Seit 1995 schreibt er außerdem regelmäßig Bühnenmusiken für deutschsprachige Theater (Berliner Ensemble, Düsseldorfer Schauspielhaus, Burgtheater Wien): unter anderem für die Regisseure Philip Tiedemann und Patrick Schlösser. Von 2003 bis 2009 lebte er mit seiner Familie in Leipzig, wo er gemeinsam mit Chris Weinheimer die Konzertreihe „Systemkritik-Materialausgabe“ für Experimentelle Musik im LOFFT gestaltete.
Ole Schmidt lebt in Frankfurt am Main und arbeitet unter anderem für das Staatstheater Kassel.